# Reto Stalder
Reto Stalder (Jegenstorf, 1986) è un attore svizzero.

## Filmografia

### Cinema
- Der grosse Sommer (2016)

### Televisione
- Il becchino (2013 - 2019)